# Sestrunj (település)
Sestrunj (olaszul: Sestrugno) falu Horvátországban Zára megyében. Közigazgatásilag Prekóhoz tartozik.

## Fekvése
Zárától légvonalban 19 km-re nyugatra, községközpontjától légvonalban 17 km-re északnyugatra, az azonos nevű sziget közepén fekszik. Sestrunj szigete a zárai szigetvilág kisebb szigetei közé tartozik. Délnyugatról Tun Veli szigete és a Sestrunji-csatorna, északkeletről Rivanj és Tri Sestrice szigetei és a Rivanji-csatorna határolja. Területe 15,12 km², ezzel a tizedik a zárai szigetvilágban. Sestrunj település a sziget magasan fekvő részén 78 méter tengerszint feletti magasságban fekszik. Kikötője a sziget északi oldalán egy védett öbölben található. Itt kötnek ki a Zárából naponta érkező kompjáratok is.

## Története
"Gručinica" és a "Gračina" nevű magaslatokon található várromok tanúsága szerint a sziget már az ókorban lakott volt. Első ismert lakói az illírek voltak, akik felépítették erődített településeiket. Első írásos említése Bíborbanszületett Konstantin császártól a 10. századból származik. A történeti források „Estrium” vagy „Estium” alakban említik. Neve valószínűleg latin eredetű és az „extraneus” (külső) melléknévből származik. Plébániáját már 1579-ben említik, amikor plébániatemploma is épült. A 17. századtól olasz nemesi családok birtoka volt. Lakói 1904-ben tizenhatezer forintért váltották meg földjeiket az utolsó birtokostól. A településnek 1857-ben 126, 1910-ben 269 lakosa volt. Az I. világháborút követően előbb a Szerb-Horvát-Szlovén Királyság, majd Jugoszlávia része lett. 1943-ban az olasz megszállók tizenkét helyi embert lőttek agyon, házaikat pedig felgyújtották. Az 1970-es évektől a több munkalehetőség miatt több fiatal költözött a nagyobb városokba és vándorolt ki az Egyesült Államokban és Ausztráliában is. A lakosság csökkenése miatt iskoláját is be kellett zárni. A falunak 2011-ben 48 lakosa volt, akik hagyományosan mezőgazdasággal, halászattal foglalkoznak.

## Lakosság
| Lakosság változása | Lakosság változása | Lakosság változása | Lakosság változása | Lakosság változása | Lakosság változása | Lakosság változása | Lakosság változása | Lakosság változása | Lakosság változása | Lakosság változása | Lakosság változása | Lakosság változása | Lakosság változása | Lakosság változása | Lakosság változása |
| ------------------ | ------------------ | ------------------ | ------------------ | ------------------ | ------------------ | ------------------ | ------------------ | ------------------ | ------------------ | ------------------ | ------------------ | ------------------ | ------------------ | ------------------ | ------------------ |
| 1857               | 1869               | 1880               | 1890               | 1900               | 1910               | 1921               | 1931               | 1948               | 1953               | 1961               | 1971               | 1981               | 1991               | 2001               | 2011               |
| 126                | 195                | 212                | 194                | 212                | 269                | 350                | 361                | 382                | 373                | 322                | 354                | 96                 | 123                | 48                 | 48                 |

## Nevezetességei
- Szent Péter apostol tiszteletére szentelt plébániatemploma 1579-ben épült. Különálló harangtornyát 1991-ben építették, két harangjának hangja Rivanjig is elhallatszik. 1995-ben a templomot is megújították, a szobrokat restaurálták és klímát vezettek be. Plébániáján fennmaradt nyolc glagolita írással írt anyakönyv és egy régi glagolita énekeskönyv. Plébániájához a szomszédos Rivanj sziget lakói is hozzátartoznak. A plébános vasárnaponként Zárából érkezik ide misét tartani.
- A Gyógyító boldogasszony tiszteletére szentelt templomát a 17. század elején 1602-ben említik először. A homlokzat feletti harangépítményében két harang látható. A Szűzanya itteni szobrát a helyiek Szent Péter és Pál ünnepnapja utáni vasárnap körmenetben viszik körül a településen.
- A sestrunji olajprésmalom[4] a sestrunji plébánia és Josip Lovrović akkori plébános, valamint Šime Božićević, a község feje jóvoltából 1891-ben épült. Az épületet a Kablin-öbölben és kikötőben emelték. A malom egy olyan épület, amelyet eredetileg is olajmalomnak építettek, és még ma is működik. Mivel az Egészségadó Szűzanya testvérisége kulcsszerepet játszott a forrásteremtésben, az olajmalmot az "Egészségadó Szűzanya malmának" is nevezték. Az épületet az 1930-as években bővítették, akkor kapta mai formáját. Földszintes, nyeregtetős épület hosszúkás téglalap alaprajzzal, 15,50 x 7 méteres méretekkel. A tetőpárkány magassága 2,90 m, míg az épület gerincén 5,20 m. A kőfalak 50 cm vastagságúak. Az egykori olajmalom régi berendezésének egy kis részét a belső térben őrzik.
- Illír erődítmények maradványai a Gručinica és a Gračina nevű magaslatokon.